# Celebrating Caricom
Celebrating Caricom, ook wel Caricom Song genoemd, is de officiële hymne van de Caribische Gemeenschap (Caricom). Het lied is geschreven door de zangeres Michele Henderson uit Dominica.
Het is de winnaar van een competitie die in 2013 door de Caricom werd georganiseerd, ter gelegenheid van de 40e verjaardag van de organisatie. Hieraan was een prijzengeld verbonden van 10.000 USD voor de winnaar, 5.000 USD voor de tweede en 2.500 USD voor de derde plaats.
Michele Henderson won de competitie met dit lied, nadat ze zich in eigen land had geplaatst bij de zes finalisten. Suriname koos uit 22 aanmeldingen zes finalisten en ook de andere landen kwamen met zes inzendingen. De jurering vond plaats op het secretariaat van de Caricom in Georgetown in Guyana.